# Wethau
Wethau är en kommun i Burgenlandkreis i förbundslandet Sachsen-Anhalt i Tyskland.
Kommunen ingår i förvaltningsgemenskapen Wethautal tillsammans med kommunerna Meineweh, Mertendorf, Osterfeld, Molauer Land, Schönburg och Stößen.